# Bärenhaus (Naila)
Bärenhaus ist ein Gemeindeteil der Stadt Naila im oberfränkischen Landkreis Hof in Bayern. Bärenhaus liegt in der Gemarkung Marlesreuth.

## Geografie
Der Weiler liegt in einem Waldgebiet zwischen zwei Bächen, die einen rechten Zufluss der Culmitz bilden. Eine Anliegerstraße führt nach Bärenhäuser (0,2 km westlich) bzw. zu einer Gemeindeverbindungsstraße (0,7 km südlich), die westlich nach Poppengrün bzw. östlich zur Staatsstraße 2158 verläuft.

## Geschichte
Bärenhaus bzw. Bärenhäuser ist im letzten Drittel des 18. Jahrhunderts entstanden. Der Ort gehörte zur Realgemeinde Marlesreuth. Gegen Ende des 18. Jahrhunderts bestand Bärenhaus aus zwei Anwesen (1 Söldengut, 1  Tropfhaus). Die Hochgerichtsbarkeit hatte das bayreuthische Vogteiamt Naila; diese wurde aber auch vom  bambergischen Centamt Enchenreuth beansprucht. Die bambergische Amtsverwaltung Nestelreuth war Grundherr beider Anwesen.
Von 1797 bis 1810 unterstand Bärenhaus dem Justiz- und Kammeramt Naila. Infolge des Ersten Gemeindeedikts wurde Bärenhaus dem 1812 gebildeten Steuerdistrikt Culmitz und der zugleich entstandenen Ruralgemeinde Marlesreuth zugewiesen. Im Zuge der Gebietsreform in Bayern wurde Bärenhaus am 1. Mai 1978 nach Naila eingemeindet.

### Einwohnerentwicklung
| Jahr      | 1799   | 1819  | 1861   | 1871   | 1885   | 1900   | 1925   | 1950   | 1961   | 1970   | 1987  |
| Einwohner | 7      | *     | 29     | 31     | 33     | 28     | 35     | 32     | 30     | 24     | 15    |
| Häuser    | 2      |       |        |        | 5      | 5      | 6      | 6      | 7      |        | 6     |
| Quelle    | [ 11 ] | [ 8 ] | [ 12 ] | [ 13 ] | [ 14 ] | [ 15 ] | [ 16 ] | [ 17 ] | [ 18 ] | [ 19 ] | [ 1 ] |

## Religion
Bärenhaus ist evangelisch-lutherisch geprägt und bis heute nach St. Simon und Judas (Marlesreuth) gepfarrt.